# هانده کادر
هانده کادر (به انگلیسی: Hande Kader) (زاده ۵ ژانویهٔ ۱۹۹۳-درگذشته ۱۲ اوت ۲۰۱۶) کارگر جنسی و کنشگر اجتماعی اهل ترکیه بود.
او یک زن ترنس بود. 